# Dependencias Federales

Lägeskarta, Dependencias Federales längst upp

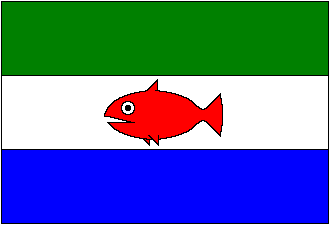
Dependencias Federales lokala flagga

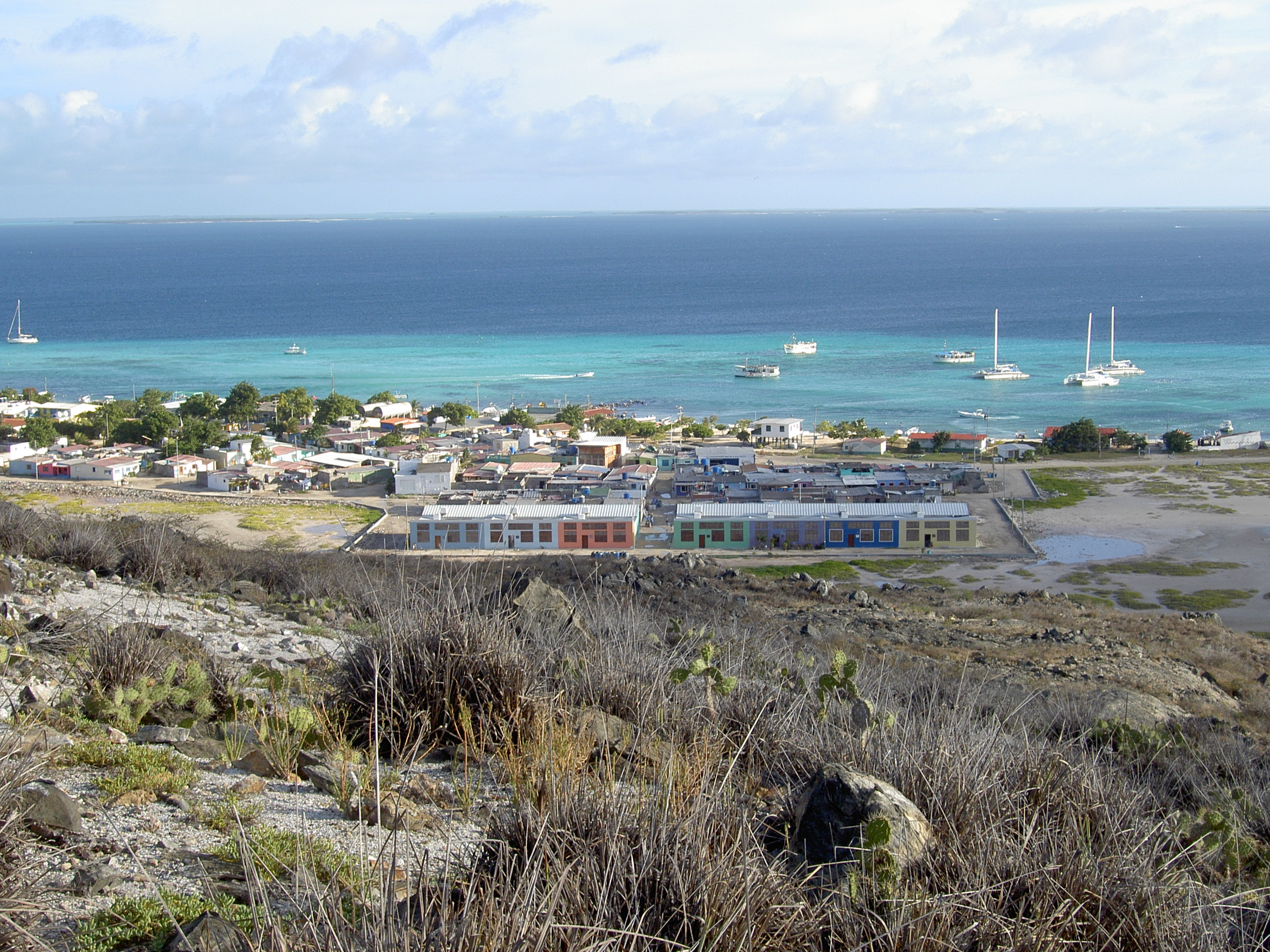
huvudort Gran Roque stad

Dependencias Federales (spanska Dependencias Federales Venezolanas) är ett av Venezuelas 25 förvaltningsdistrikt.
Distriktet omfattar ett antal mindre öar i Karibiska havet och styrs direkt av landets centrala myndigheter från huvudstaden Caracas.

## Geografi
Dependencias Federales ligger cirka 175 km norr om Caracas. Det är inget sammanhängande område utan sträcker sig cirka 900 km längs Venezuelas kust från Archipiélago de Los Monjes (Los Monjesöarna) vid Venezuelabukten i väst till Isla de Patos (Patosön) sydöst om Isla Margarita nära ön Trinidad i öst.
Området har en sammanlagd areal om cirka 342,25 km² och omfattar cirka 89 öar fördelade över 12 ögrupper: 
- Isla Aves, cirka 0,05 km²
- Archipiélago Las Aves, cirka 3,35 km²
- Isla La Blanquilla, cirka 64,53 km²
- Islas Los Frailes, cirka 1,92 km²
- Islas Los Hermanos, cirka 2,14 km²
- Archipiélago de Los Monjes, cirka 0,20 km²
- Isla La Orchila, cirka 40,02 km²
- Isla de Patos, cirka 0,60 km²
- Archipiélago Los Roques, cirka 36,60 km²
- Isla La Sola, cirka 0,01 km²
- Islas Los Testigos, cirka 6,53 km²
- Isla La Tortuga, cirka 156,60 km²

Den högsta höjden är på cirka 120 m ö.h. (1) och ligger i Archipiélago Los Roques.
Vid den senaste folkräkningen (2001) uppgick befolkningen till cirka 1 700 invånare (2) men uppskattas nu ligga kring cirka 3 000 invånare. Huvudorten för förvaltningen Autoridad Única de Área ligger i Gran Roque på Gran Roqueöns södra del.

## Historia
Området skapades den 22 augusti 1871 efter ett dekret av dåvarande presidenten (3) Antonio Guzmán Blanco och döptes då till Territorio Federal Colón.
1873 ställdes området under förvaltning av Ministerio del Interior y de Justicia (Venezuelas inrikes- och justisieddepartement)
Den 20 juli 1938 omstrukturerades området till ett "Dependencias federales" (federalt område).
Den 9 augusti 1972 utnämndes området till nationalpark efter ett regeringsbeslut (4) och parkområdet inrättades formellt den 18 augusti.
Den 4 april 1986 omstrukturerades förvaltningen och förvaltas av en särskild myndighet (5) Autoridad Unica med säte på Gran Roque.